# Montenegrói női kézilabda-válogatott
A montenegrói női kézilabda-válogatott Montenegró nemzeti csapata, amelyet a Montenegrói Kézilabda-szövetség irányít. Az ország 2006-os, Szerbia és Montenegró Államközösségéből való különválása óta elért legjobb eredménye a 2012-es Eb-n nyert aranyérem, valamint a 2012-es nyári olimpián szerzett ezüstérem. Utóbbi érem az ország történetének első olimpiai érmét is jelentette.

## Részvételei

### Nyári olimpiai játékok
- 2012:  Ezüst
- 2016: 11. hely
- 2020: 6. hely
- 2024: Nem jutott ki

### Világbajnokság
- 2011: 10. hely
- 2013: 11. hely
- 2015: 8. hely
- 2017: 6. hely
- 2019: 5. hely
- 2021: 22. hely
- 2023: 7. hely

### Európa-bajnokság
- 2010: 6. hely
- 2012:  Arany
- 2014: 4. hely
- 2016: 13. hely
- 2018: 9. hely
- 2020: 8. hely
- 2022:  Bronz
- 2024: 8. hely

## A2024-es Európa-bajnokságranevezett keret
| #  | név                 | poszt        | születési hely | jelenlegi klubja       |
| -- | ------------------- | ------------ | -------------- | ---------------------- |
| 1  | Marina Rajčić       | kapus        | Podgorica      | CS Măgura Cisnădie     |
| 9  | Đurđina Jauković    | balátlövő    | Nikšić         | CSM București          |
| 10 | Matea Pletikosić    | irányító     | Sinj           | RK Podravka Koprivnica |
| 11 | Ivana Godeč         | beálló       | Podgorica      | ŽRK Budućnost          |
| 12 | Armelle Attingré    | kapus        | Kadjokro       | ŽRK Budućnost          |
| 13 | Dijana Mugoša       | balszélső    | Podgorica      | SCM Craiova            |
| 15 | Jelena Vukčević     | jobbátlövő   | Podgorica      | ŽRK Budućnost          |
| 24 | Tanja Ivanović      | jobbátlövő   | Bijelo Polje   | ŽRK Budućnost          |
| 25 | Đurđina Malović     | jobbátlövő   | Nikšić         | Szombathelyi KKA       |
| 34 | Tatjana Brnović     | beálló       | Cetinje        | RK Krim Ljubljana      |
| 37 | Nina Bulatović      | jobbszélső   | Cetinje        | ŽRK Budućnost          |
| 43 | Marta Batinović     | kapus        | Metković       | CS Măgura Cisnădie     |
| 44 | Katarina Džaferović | jobbátlövő   | Podgorica      | SCM Craiova            |
| 90 | Milena Raičević     | irányító (c) | Podgorica      |                        |
| 91 | Ivona Pavićević     | balszélső    | Podgorica      | ŽRK Budućnost          |
| 96 | Itana Grbić         | irányító     | Podgorica      | RK Krim Ljubljana      |
| 97 | Nikolina Vukćević   | beálló       | Podgorica      | CS Gloria Bistrița     |

## Szövetségi kapitányok
- Nikola Petrović  (2006–2008)
- Zsiga Gyula  (2008–2010)
- Dragan Adžić  (2010–2017)
- Per Johansson  (2017–2020)
- Kim Rasmussen  (2020–2021)[2]
- Bojana Popović  (2021–2024)
- Suzana Lazović  (2024–)